# 硬山顶
硬山顶，即硬山式屋顶，日語稱切妻屋根，是東亞传统屋顶的一种，它的等级较低，造型简单朴素，广泛运用在中国南北的住宅建筑中。

## 结构
硬山式屋顶的造型较为简单朴素，具有一条正脊和四条垂脊，只有前后两面坡，也称“五脊二坡”式。与同为五脊二坡式的悬山顶相比，硬山顶最大的特点就是其两侧山墙把檩头全部包封住，屋檐不出山墙，山面裸露没有变化，故名硬山。
由于硬山式屋顶的等级较低，屋面多用青瓦，且仅能使用板瓦，不能使用筒瓦或琉璃瓦。

## 等级

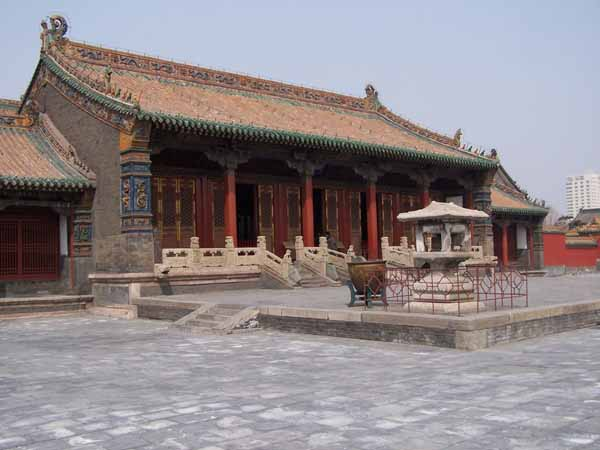
硬山顶的沈阳故宫崇政殿

硬山式屋顶的等级较低，低于庑殿顶、歇山顶和悬山顶。根据清朝规定，六品以下官吏及平民住宅的正堂只能用悬山顶或硬山顶。在皇家建筑和大型寺庙建筑中较少见，多用于两庑殿房。

## 历史

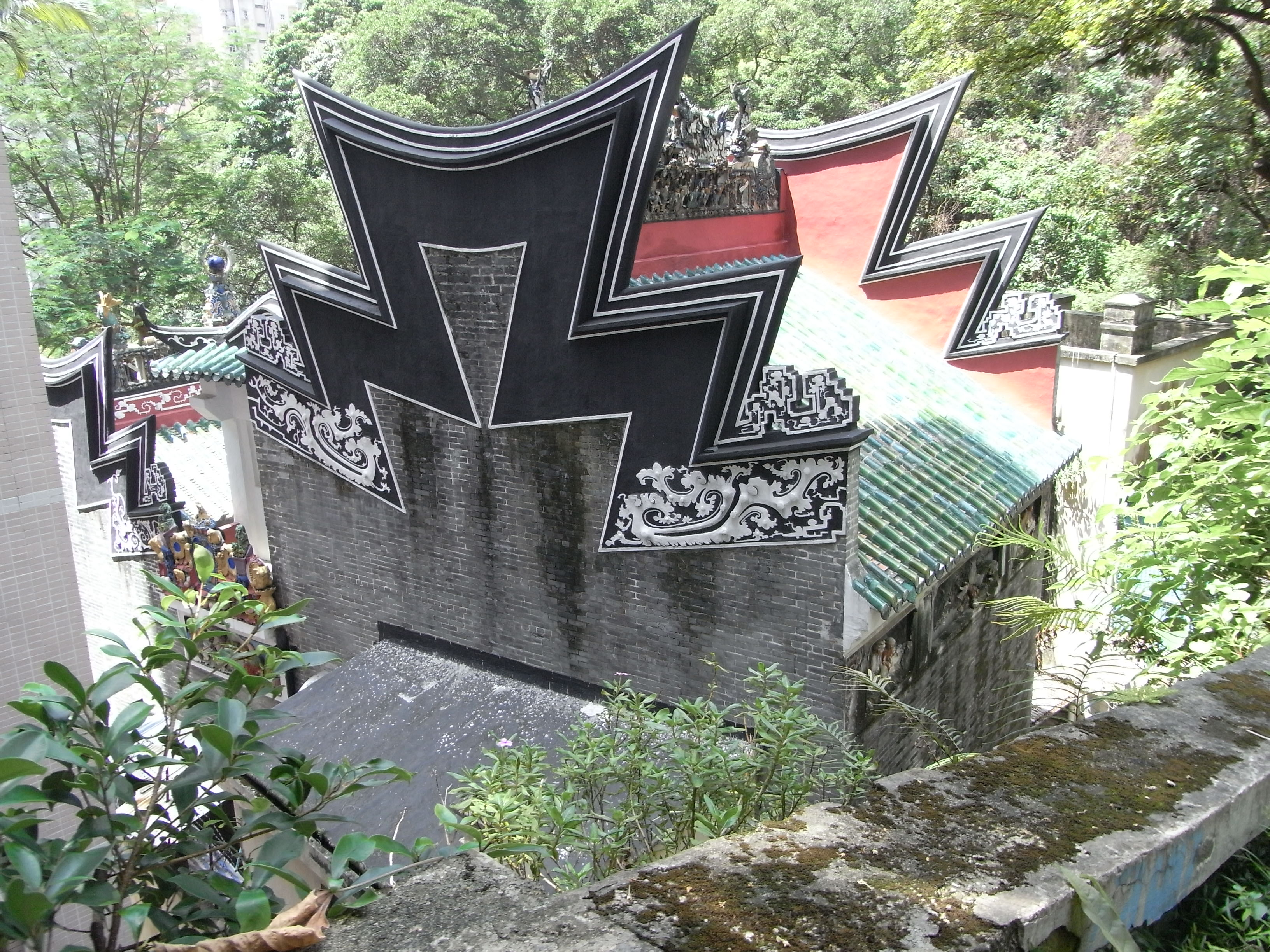
硬山頂可用于添置風火牆，因此在南方也非常流行

硬山顶出现较晚，在宋朝的《营造法式》中未见记载。可能随着明、清时期广泛使用砖石构建房屋，硬山顶才得以大量采用。和悬山顶相比，硬山顶有利于防风火，而悬山顶有利于防雨，因此北方和南方沿海民居多硬山，南方内陆的土木结构建筑则多用悬山。清代随着硬山顶技术的成熟，山墙的造型开始多样化，稱為封火牆，南方各地都出现了带有明显地方特征的山墙，譬如吴中的观音兜、湖南的猫弓背、粤中的镬耳墙、潮汕的五行山墙等等。

## 其他地区
琉球王國玉陵的石室多采用硬山頂。

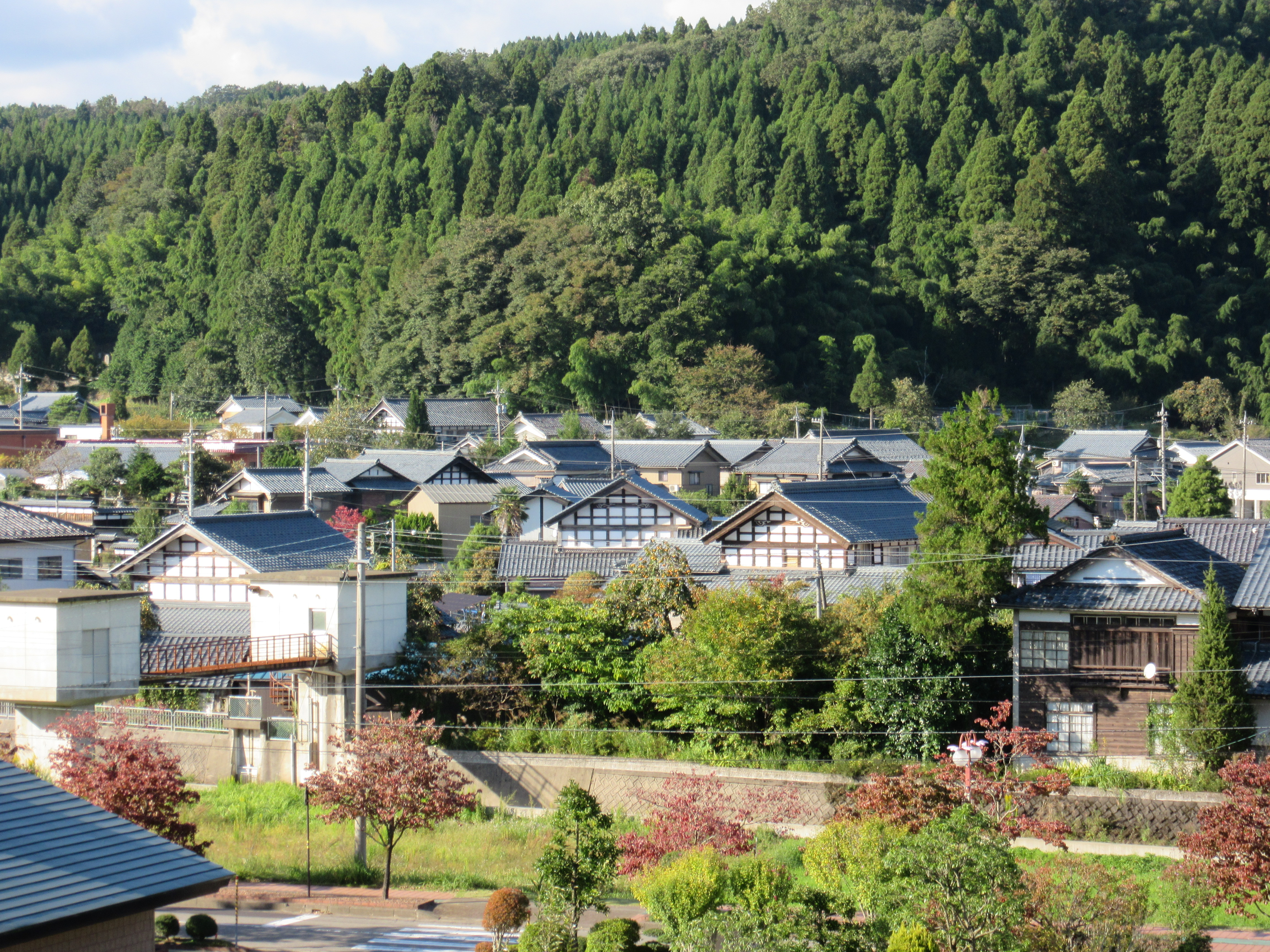
越前町宮崎的切妻屋根群。
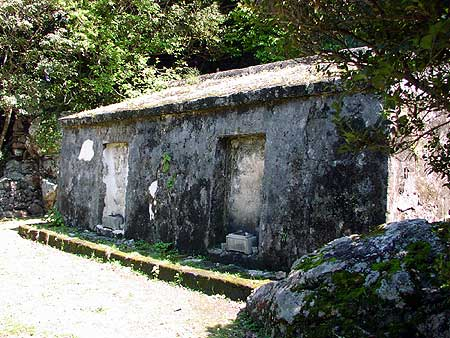
伊是名玉陵之石室。
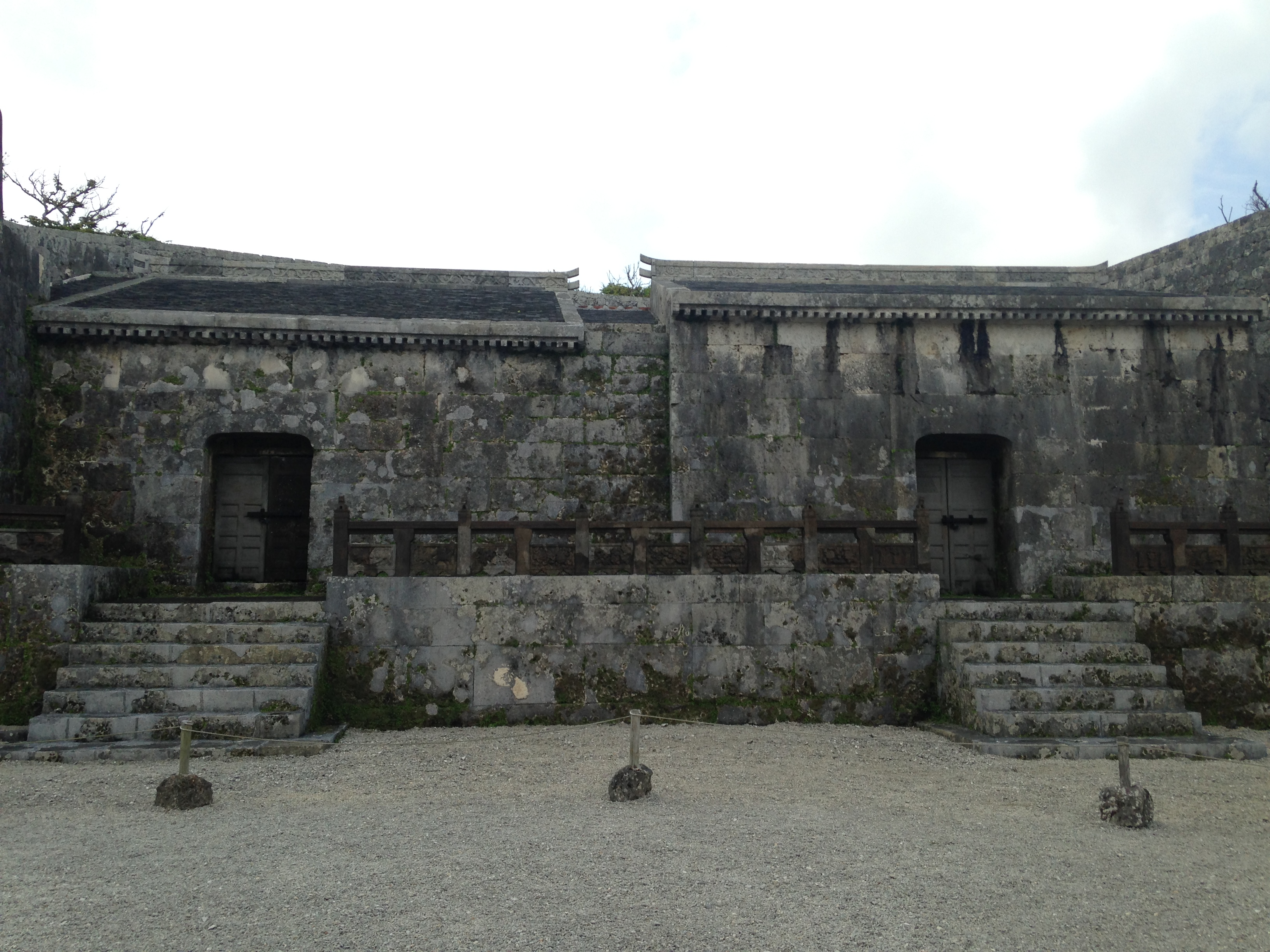
首里玉陵之石室。